# Mike Petke
Mike Petke (Bohemia, 30 gennaio 1976) è un allenatore di calcio, dirigente sportivo ed ex calciatore statunitense, di ruolo difensore.

## Palmarès

### Giocatore
- Campionato MLS: 1

D.C. United: 2004

### Allenatore
- MLS Supporters' Shield: 1

New York Red Bulls: 2013